# ستون مار

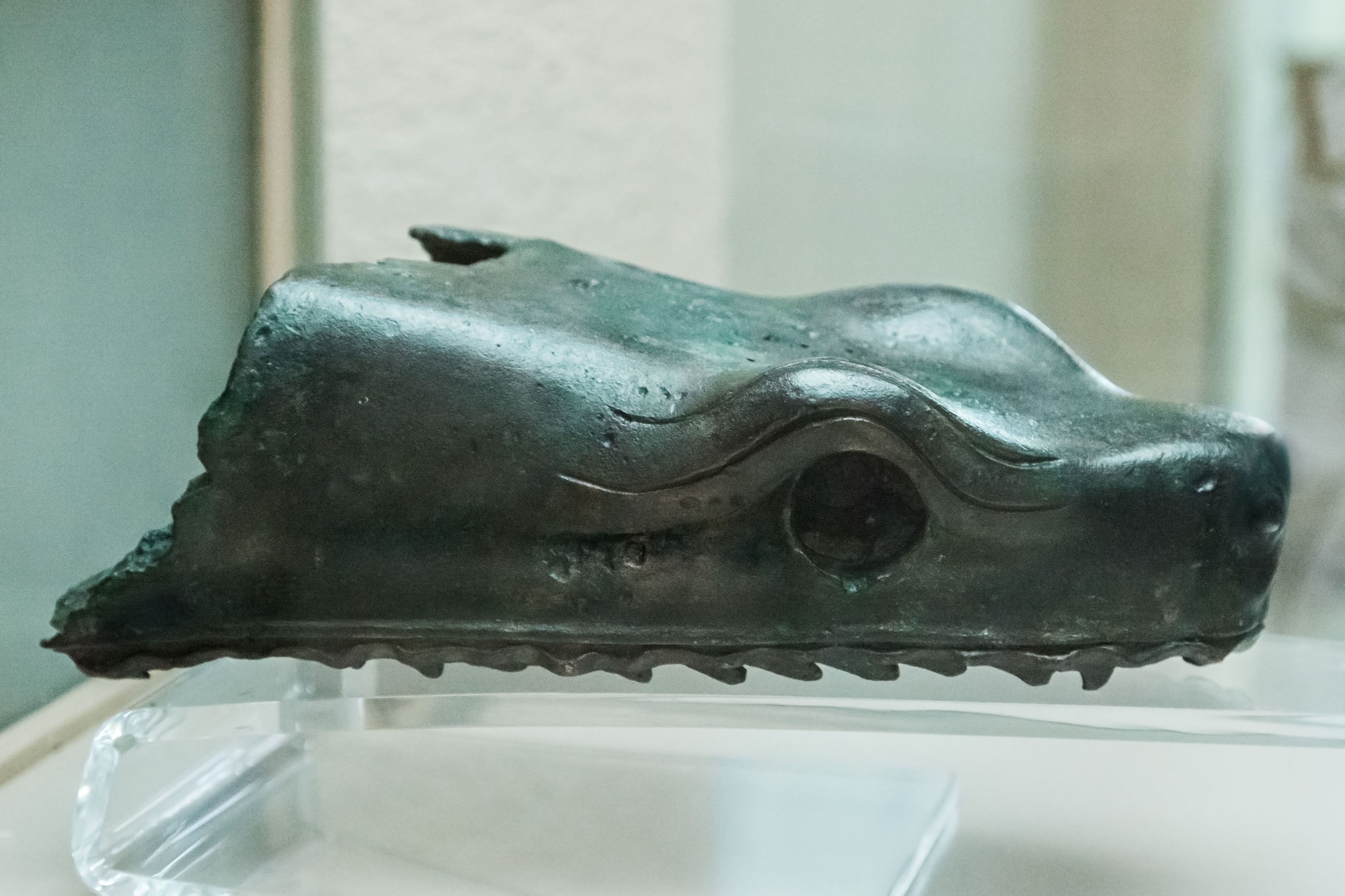
بخشی از یکی از سرها در موزه باستان شناسی استانبول نگهداری می‌شود

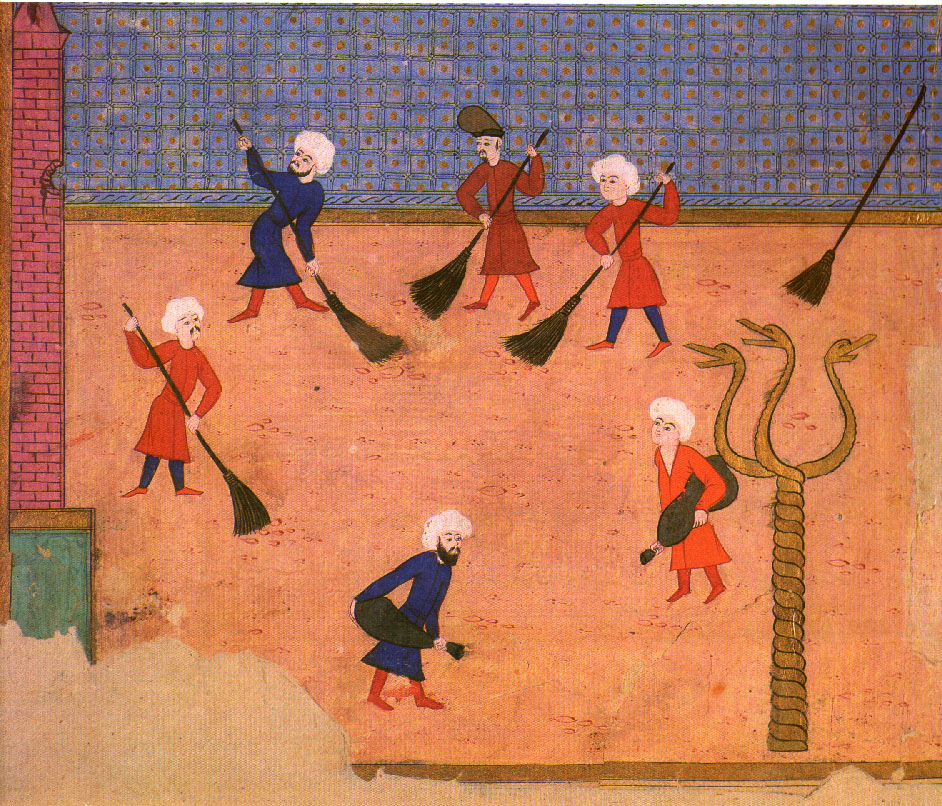
مینیاتور عثمانی از سورنامه همایونی، ستونی را با سه سر مار نشان می‌دهد، که سرها هم‌اکنون گمشده است، در جشنی در هیپودروم در سال ۱۵۸۲

ستون مار (یونانی باستان: Τρικάρηνος Ὄφις Τrikarenos Οphis "مار سه سر"; ترکی استانبولی: Yılanlı Sütun "ستون مارپیچ") همچنین به عنوان ستون ماری، سه‌پایه پلاتین یا سه‌پایه دلفی شناخته می‌شود، یک ستون برنزی باستانی در هیپودروم قسطنطنیه (معروف به میدان اسب (به ترکی استانبولی: Atmeydanı) در دوره عثمانی) در استانبول فعلی ترکیه است. این بخشی از یک سه‌پایه ایثارگری در یونان باستان است که در ابتدا در دلفی یونان بود و توسط کنستانتین یکم در سال ۳۲۴ به قسطنطنیه انتقال داده شد. این ستون برای بزرگداشت یونانیانی که در نبرد پلاته (۴۷۹ قبل از میلاد) با امپراتوری هخامنشی جنگیدند و آن را شکست دادند، ساخته شد. سرهای مار ستون ۸ متری تا پایان قرن هفدهم دست نخورده باقی مانده بودند (یکی از سرها در موزه باستان‌شناسی استانبول به نمایش گذاشته شده است). 